# Inger Sandberg
Inger Sandberg  (Karlstad, 2 de agosto de 1930-16 de mayo de 2023) fue una escritora e ilustradora sueca.

## Biografía
Hija de la maestra de escuela primaria Hanna Carlstedt y del agrónomo Johan Erikson.
Conocida por sus libros Niklas önskedjur en 1972, Lilla Anna och Langa Farbrorn en 1974) y Lilla spöket Laban en 2006.
Contrajo matrimonio con Lasse Sandberg desde 1950 a 2008, fecha en que enviudó. 
La Casa Real de Suecia le otorgó la Medalla de Letras y Arte en 2006.
Fue galardonada con el doctorado honoris causa por la Universidad Karlstad en 2015.

## Libros
Entre sus libro se encuentran:
- 1972,  Niklas önskedjur

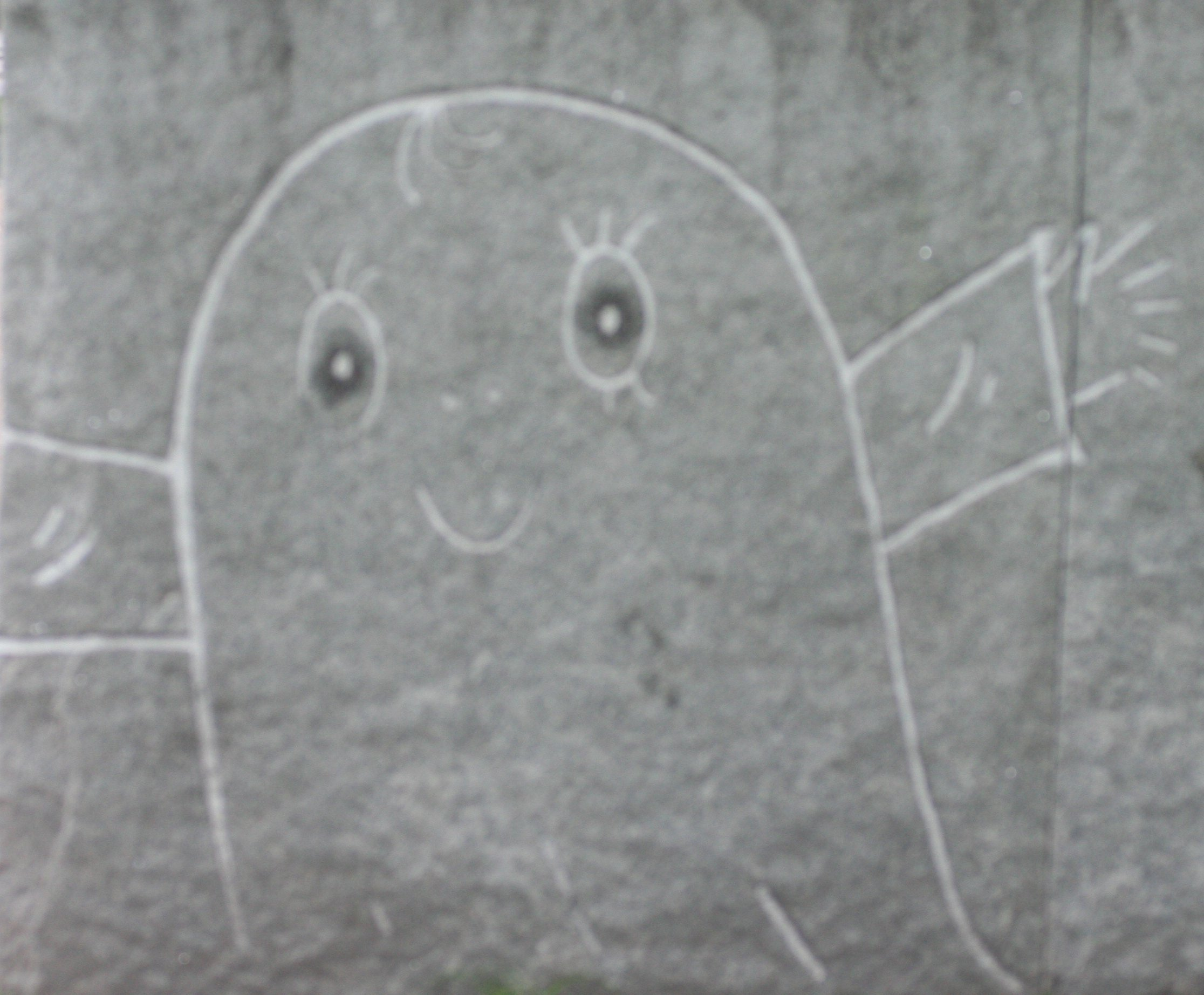
Pequeño fantasma Laban creado por Inger y Lasse Sandberg.

- 1974,  Lilla Anna och Langa Farbrorn
- 2008,  Lilla Anna och lilla Långa Farbrorn
- 2009,  Sagor och sånger med Laban och Labolina
- 2011,  Tummens kompis
- 2011,  Tummen leker
- 2012,  BUUUH! sa spöket Laban
- 2013,  Här är lilla Anna
- 2014,  Lilla Anna har kalas

## Premios
- 1974, Premio Astrid Lindgren
- 2002, Medalla al mérito del condado de Värmland
- 2005, Medalla al mérito del municipio de Karlstad
- 2006, Medalla de Letras y Arte
- 2010, Beca mundial de Astrid Lindgren
- 2015, Doctorado honorario en la Universidad de Karlstad.